# Андриенко, Софья Абрамовна
Софья Абрамовна Андриенко, другой вариант отчества — Аврамовна (1909, Киевская губерния, Российская империя — неизвестно, Амвросиевский район, Донецкая область, Украинская ССР) — звеньевая свиноводческого совхоза «Амвросиевский» Министерства совхозов СССР, Амвросиевский район Сталинской области, Украинская ССР. Герой Социалистического Труда (1949).

## Биография
Родилась в 1909 году в крестьянской семье в одном из сельских населённых пунктов Киевской губернии. С раннего возраста трудилась в сельском хозяйстве. В первые послевоенные годы возглавляла полеводческое звено в свиноводческом совхозе «Амвросиевский» Амвросиевского района.
Звено под её руководством ежегодно показывало высокие трудовые результаты. В 1948 году звено собрало в среднем с каждого гектара по 30,2 центнера пшеницы с участка площадью 45,5 гектара. Указом Президиума Верховного Совета СССР от 14 мая 1949 года удостоена звания Героя Социалистического Труда за «получение высоких урожаев пшеницы в 1948 году» с вручением ордена Ленина и золотой медали «Серп и Молот» (№ 3595).
Проживала в Амвросиевском районе. С 1968 года — персональный пенсионер союзного значения. Дата смерти не установлена.